# Кризин
Кризи́н (5,7-дигидроксифлавон) — это флавон, содержащийся в мёде, прополисе и страстоцветах — страстоцвете голубом (Passiflora caerulea), страстоцвете мясо-красном (Passiflora incarnata) и ороксилуме индийском (Oroxylum indicum). Его добывают из различных растений, например, — страстоцвета голубого (Passiflora caerulea). При пероральном приеме кризин обладает низкой биодоступностью и быстро выводится из организма. В задачи фундаментальной науки входит оценка его безопасности и потенциального биологического воздействия.

## Нахождение в природе
Кризин встречается в различных лекарственных растениях, например, в шлемнике байкальском (Scutellaria baicalensis) и является дигидроксифлавоном, типом флавоноидов. Его можно найти в меде, прополисе, страстоцвете голубом (Passiflora caerulea), страстоцвете мясо-красном (Passiflora incarnata) и ороксилуме индийском (Oroxylum indicum), моркови, ромашке, различных фруктах и грибах, например в вёшенке обыкновенной (Pleurotus ostreatus). Его добывают из различных растений, например, страстоцвета голубого (Passiflora caerulea)
В меде различных растений содержится около 0,2 мг кризина на 100 г. В прополисе содержание кризина выше, чем в меде. В исследовании 2010 года было доказано, что падевый мёд содержит 0,10 мг кризина на 1 кг меда, и 5,3 мг на 1 кг лесного меда. Также было обнаружено, что в прополисе количество кризина составляет 28 г/л. В исследовании 2013 года изучалось содержание кризина в различных грибах о. Лесбос (Греция). Содержание варьировалось от 0,17 мг/кг в рыжике настоящем (Lactarius deliciosus) до 0,34 мг/кг в маслёнке Белли́ни (Suillus bellinii).

## Биодоступность
Воздействие кризина зависит от его биодоступности и растворимости. При пероральном приеме кризин мало усваивается и быстро выводится из организма, то есть плохо всасывается.
В исследовании 1998 было определено самое высокое содержание в плазме крови — от 12 до 64 нМ. Исследование 2015 года не дает данных о содержании кризина в сыворотке. При пероральном приеме уровень биодоступности варьируется от 0,003 % до 0,02 %.

## Пероральное и местное применение
Данных, которые помогли бы определить, как долго кризин используется в приготовлении лекарств по рецепту, не хватает. Кризин используется в биологически активных добавках, но информации по системному воздействию в результате местного применения нет. Исследование 2016 года показало, что пероральный прием кризина не влияет на уровень тестостерона, и не оказывает какого-либо воздействия на течение болезни при пероральном или местном применении.

## Безопасность
Ежедневная безопасная норма потребления кризина составляет 0,5-3 г. Клинические исследования 2016 года подтвердили, что кризин нетоксичен и не приводит к необратимым последствиям. Но в ходе другого исследования того же года были обнаружены некоторые свойства, которые могут вызывать опасения. В 2016 Управление по санитарному надзору за качеством пищевых продуктов и медикаментов США не рекомендовало кризин к включению в список нерасфасованных лекарственных веществ, согласно разделу 503A Федерального закона Соединенных Штатов о пищевых продуктах, лекарствах и косметических средствах, опираясь на следующие критерии: (1) физико-химические свойства; (2) безопасность; (3) эффективность; и (4) статистические данные по использованию вещества в препаратах, отпускаемых по рецепту.

## Биологическая активность
По данным на 2016 год, информации об использовании кризина в лечении людей не было. Исследования показали, что при пероральном приеме кризин не показал себя как ингибитор ароматазы. В наносоставах полифенолов, в которых содержится кризин, используются различные способы транспортировки (липосомы и нанокапсулы).
Кризин — это природный антиоксидант, который имеет ряд полезных свойств для здоровья. Он оказывает противоопухолевое, кардиозащитное, гепатопротекторное, нефропротективное, гипогликемическое и антигиперлипидемическое, антидепрессивное, антиаллергическое и анксиолитическое воздействие.
Несмотря на то, что кризин оказывает положительное воздействие при лечении кожных заболеваний, в клинической практике его не используют. Однако он является важным ингредиентом в некоторых косметических составах: он широко используется в антивозрастных средствах, средствах для борьбы с морщинами, темными кругами и отеками в области вокруг глаз. Sesederma, подразделение компании Croda Chemicals, занимающееся созданием средств личной гигиены, разработало продукт для борьбы с темными кругами в области вокруг глаз под названием «HaloxylTM», которое содержит кризин и матрикины.
При работе с проблемами кожи возможно пероральное и местное применение кризина. Несколько компаний по производству косметики активно используют его анти-эйдж свойства и способность устранять пигментацию при создании средств против темных пятен и кругов под глазами. В будущем предстоит найти стабильные формы дозировки кризина, которые позволят увеличить его биодоступность и всасываемость, что улучшит его фармакологическое воздействие. Несмотря на то, что кризин оказывает положительное влияние на кожу, его эффект на рост волос ещё не изучался. Есть одно исследование, согласно которому производное от кризина, Кризин 7-O-кротонат, простимулировало рост волос черных мышей (C57BL/6), однако механизм воздействия в этом исследовании не рассматривался. В ходе другого исследования было обнаружено, что кризин оказывает положительное воздействие при проведении вспомогательной терапии при лечении онкологии доцетакселом и помогает предотвратить потерю волос, которая является широко распространенным побочным эффектом при проведении химиотерапии.